# HCSS
HCSS è il decimo album in studio del gruppo musicale svedese Hardcore Superstar, pubblicato nel 2015 dalla Gain Music Entertainment.

## Tracce
1. Don't Mean Shit – 3:37
2. Party 'Til I'm Gone – 3:24
3. The Cemetery – 3:57
4. Off With Their Heads – 3:28
5. Fly – 7:43
6. The Ocean – 4:39
7. Touch the Sky (feat. Etzia) – 4:16
8. Growing Old – 5:15
9. Glue – 4:06
10. Messed Up for Sure – 4:02

## Formazione
- Jocke Berg - voce
- Vic Zino - chitarra
- Martin Sandvik - basso, cori
- Magnus "Adde" Andreason - batteria